# Les Fiançailles au couvent

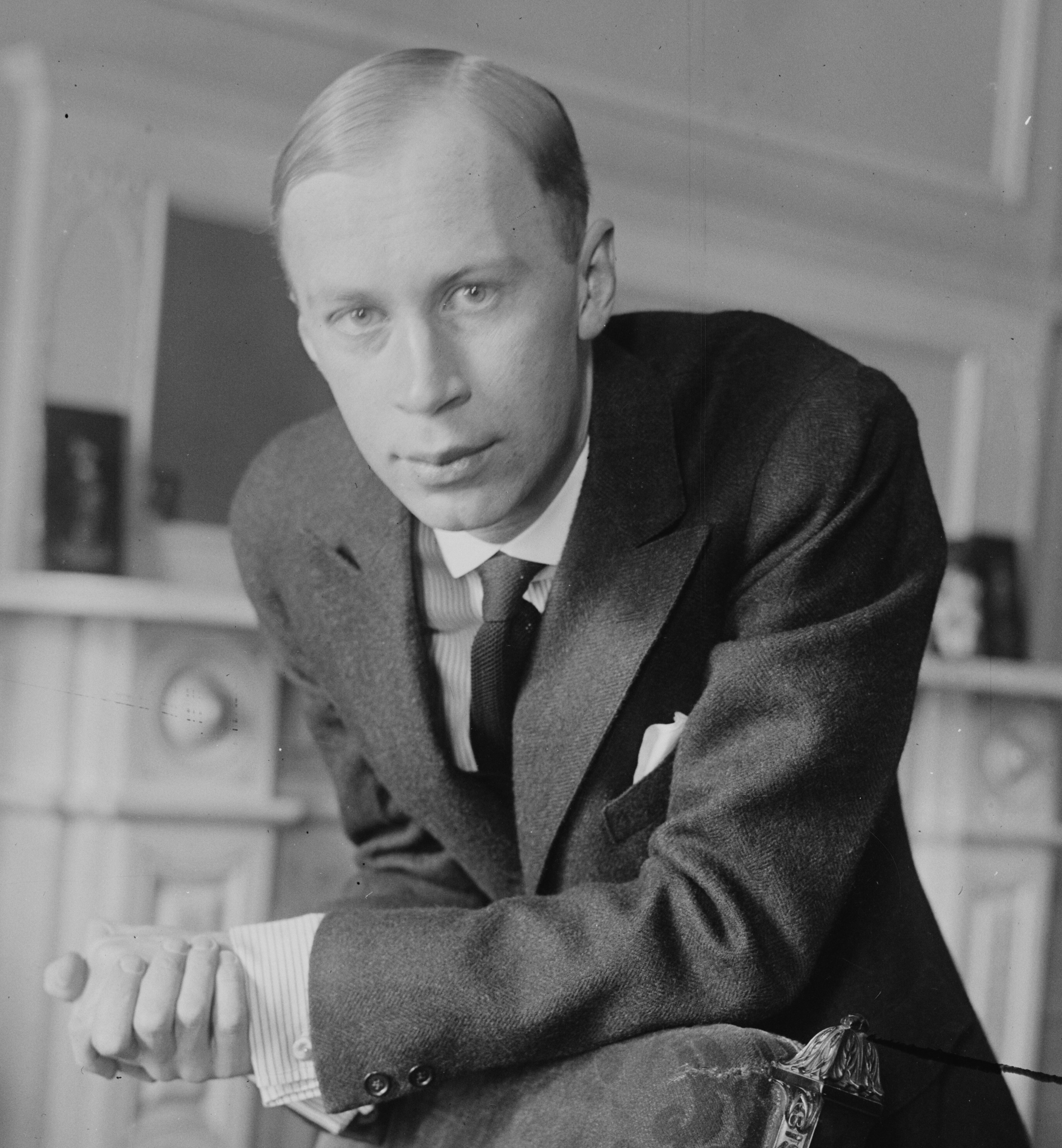
Serge Prokofiev

Les Fiançailles au couvent (Obrouttchenneié v' monastyrié) opus 86 est un opéra en quatre actes de Serge Prokofiev, sur un livret du compositeur et de Mira Mendelssohn, son épouse, d'après la pièce The Duenna de Richard Brinsley Sheridan, écrite en 1775. Composé en 1940-41, il est créé le 3 novembre 1946 à Leningrad, sous la direction de Boris Khaikine. En France, il est créé en version originale en 1961 à Paris, puis en version française en 1973 à Strasbourg, sous la direction de Michel Plasson et avec Michel Sénéchal.

## Distribution
| Rôle                              | Voix          | Première 3 novembre 1946, Leningrad (Chef d'orchestre: Boris Khaikin) |
| --------------------------------- | ------------- | --------------------------------------------------------------------- |
| Don Jerome                        | ténor         |                                                                       |
| Don Ferdinand, fils de Don Jerome | baryton       |                                                                       |
| Louisa, fille de Don Jerome       | soprano       |                                                                       |
| The Duenna                        | mezzo-soprano |                                                                       |
| Don Antonio                       | ténor         |                                                                       |
| Clara d'Almanza                   | mezzo-soprano |                                                                       |
| Mendoza, poissonnier              | basse         |                                                                       |
| Don Carlos, ami de Mendoza        | baryton       |                                                                       |
| Père des Augustins                | basse         |                                                                       |
| Father Elustaf                    | ténor         |                                                                       |
| Père des Chartreuses              | basse         |                                                                       |
| Père des Bénédictines             | basse         |                                                                       |
| Lauretta                          | soprano       |                                                                       |
| Rosina                            | soprano       |                                                                       |
| Lopez                             | ténor         |                                                                       |
| Pablo                             |               |                                                                       |
| Pedro                             |               |                                                                       |
| Miguel                            |               |                                                                       |
| Trois hommes masqués              |               |                                                                       |
| Deux frères laïques               |               |                                                                       |

## Argument
Don Jerome souhaite marier sa fille Louisa à un vieil homme très riche Mendoza qui est aimé de sa gouvernante tandis que Louisa aime Antonio un beau jeune homme pauvre. Son frère Ferdinand est épris de Clara.

## Analyse de l'œuvre

### Acte I
Don Jérôme entend partager le marché local du poisson avec Mendoza, à qui il accorde la main de sa fille Louisa. 
Don Ferdinand, son fils, veut épouser Clara d'Almanza, une jeune femme jalouse.
Antonio, pauvre mais noble d'esprit, vient chanter la sérénade à Louisa. 
Don Jérôme se réveille et chasse Antonio.

### Acte II
Don Jérôme enferme Louisa dans sa chambre pour la forcer à épouser Mendoza. La duègne de Louisa provoque la fureur de Don Jérôme qui croit qu'elle a voulu s'entremettre entre Antonio et Louisa : elle est renvoyée, mais c'était un stratagème, et en fait c'est Louisa qui sort, déguisée en duègne.
Au bord du quai - où les pêcheurs admirent les poissons pêchés par les bateaux de Mendoza - Louisa rencontre son amie Clara, qui s'est également enfuie de chez elle avec l'intention de chercher refuge au monastère. Louisa demande à emprunter l'identité de Clara. Elle s'adresse à Mendoza (qui la prend pour Clara) et lui demande de la prendre sous sa protection et d'aller chercher Antonio, dont elle est amoureuse. Mendoza accepte, croyant se débarrasser de son rival Antonio en favorisant son union avec Clara. Louisa est conduite chez Mendoza.
Ce dernier se rend chez Don Jérôme pour rencontrer Louisa, mais c'est la duègne, déguisée en Louisa, qui se présente. Elle n'est pas aussi jeune et belle que Mendoza l'avait espéré, mais celui-ci accepte de s'enfuir avec elle.

### Acte III
Antonio arrive chez Mendoza qui la conduit auprès de "Clara" (qui est en fait Louise); pendant qu'ils sont ensemble, seuls, Mendoza et Don Carlos se félicitent de leur "ruse" et acceptent d'aider le couple à se marier.
Tandis que Don Jérôme répète avec deux musiciens amateurs, il reçoit deux messages - l'un de Mendoza disant qu'il s'est enfui avec Louisa (en fait, la duègne), ce qui le réjouit ; l'autre de la vraie Louisa qui lui demande de bénir son mariage. Don Jérôme ne le lit pas attentivement, donne son consentement aux deux messagers et organise un grand banquet.
Au monastère, Louisa intercède auprès de Clara en faveur de Ferdinand. Antonio arrive, et repart en compagnie de Louisa pour se marier. Ferdinand les voit, et prend Louisa pour Clara : la vraie Clara, témoin de sa jalousie, est secrètement ravie de cette démonstration de la passion de Ferdinand.

### Acte IV
L'acte commence par une chanson à boire par les moines du monastère où les mariages doivent être célébrés. Les moines passent ensuite à un hymne qui prône le jeûne et l'abstinence (la mélodie est une variante plus lente de la chanson à boire). Entrent Mendoza et Antonio qui, moyennant finances, obtiennent le consentement des moines pour les marier. Lorsque Ferdinand arrive à son tour, il croit voir Clara s'apprêter à épouser Antonio, et il provoque celui-ci en duel, mais la vraie Clara arrive et Ferdinand comprend son erreur. Les trois mariages sont convenus.
Les jeunes mariés se rendent au banquet donné par Don Jérôme, qui se montre de plus en plus étonné et exaspéré au fur et à mesure de leur arrivée, puis se console et chante une chanson à boire. 